# Kanton Béthune-Nord
Béthune-Nord (Nederlands: Betun-Noord) was een kanton van het Franse departement Pas-de-Calais. Het kanton maakte deel uit van het arrondissement Béthune.

## Gemeenten
Het kanton Béthune-Nord omvatte de volgende gemeenten:
- Annezin
- Béthune (deels, hoofdplaats)
- Chocques
- Oblinghem
- Vendin-lès-Béthune
- Verquigneul (vanaf 2008)